# 布里斯托尔城市博物馆与美术馆

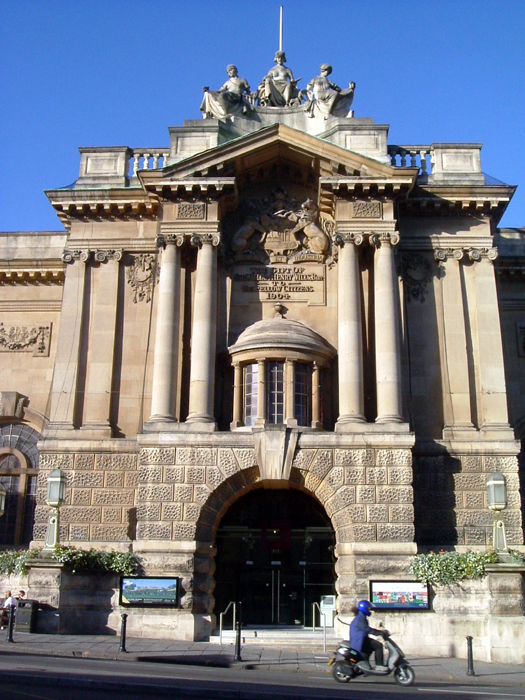

布里斯托城市博物馆与美术馆（Bristol City Museum and Art Gallery），是英国规模较大的一个博物馆和美术馆。它座落于布里斯托近郊的克里夫顿，离市中心仅有0.8公里，免费对公众开放。博物馆收藏有世界级重要藏品，包括地质类、东亚艺术类及与布里斯托本地历史文化相关的藏品。2012年1月，该博物馆成为英国艺术委员会合作的最重要十六个博物馆之一。
博物馆内有自然史和当地、英国及国际考古的相关藏品。美术馆则包含了历代多位著名画家的作品和布里斯托现代艺术。博物馆所在建筑是爱德华巴洛克风格的，属于英国遗产委员会认定的二级保护建筑。
2009年这里曾举办了班克斯涂鸦艺术展。70多件班克斯的作品在此展出，是迄今为止举办的班克斯最盛大的一次展览。该展览为秘密策划，也未公开宣传，但开展以后却迅速地吸引了全世界的眼球。

## 历史

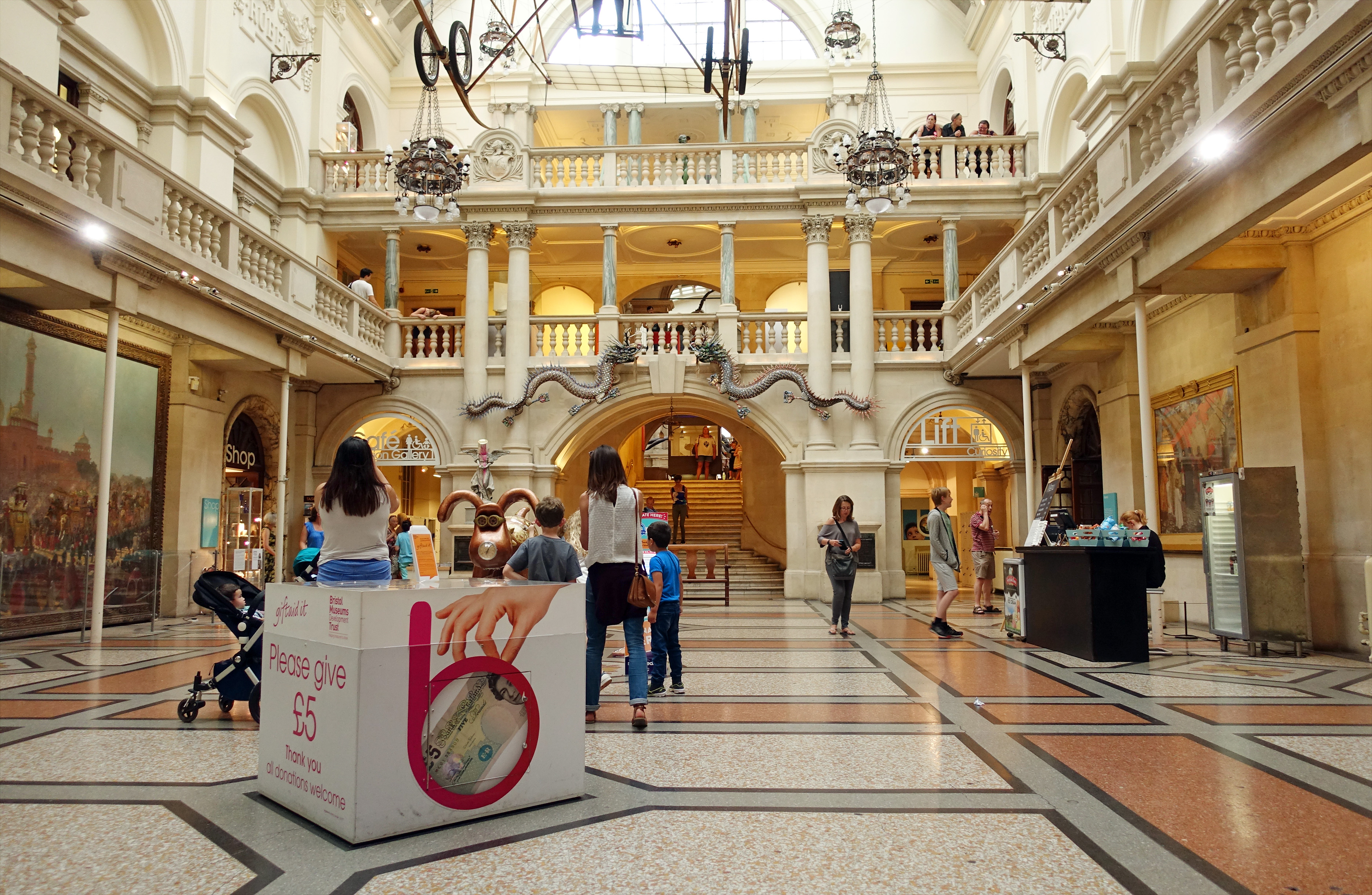

布里斯托城市博物馆与美术馆成立于1823年。原为布里斯托科学艺术发展机构，和布里斯托文哲社共同座落于帕克大街。这座新古典主义的建筑是由查理斯·羅伯特·柯克瑞爾（Charles Robert Cockerell，1788—1863）所设计。之后，这位建筑师还完成了剑桥大学菲茨威廉博物馆及利物浦的圣乔治大楼的设计。
1871年4月，布里斯托科学艺术发展机构与布里斯托图书馆协会合并。1872年4月1日，一栋全新的威尼斯哥特式博物馆、图书馆大楼于帕克大街开放。以前所在的大楼被转卖与共济会。虽然新楼曾在1877年扩建，但到了1890年后，博物馆和图书馆协会遭遇了财政短缺，甚至无法向其馆长愛德華·威爾森（Edward Wilson，1848—1898）支付薪水。经协商，协会的整个组织和建筑都交予市政厅经营。威爾森仍任馆长直至去世。
然而到了1899年6月，一位烟草大亨—— 威廉·亨利·威爾斯（William Henry Wills，1830—1911）出资购买了索尔兹伯里俱乐部所在地来修建一栋新的城市美术馆。于是查理斯·羅伯特·柯克瑞爾所设计的这栋爱德华巴洛克风格的建筑于1901年开始修建，直至1905年2月向公众开放。
在新的陈列中，原属于博物馆的古亚述的、古埃及的、古希腊及古罗马的文物被挑选出来与古代艺术归为一组在此展览。有意思的是，石器等古代文物仍归纳到自然历史下的地质学类文物而展示于博物馆之中。之后，由于1906年布里斯托图书馆搬至山脚下的学院绿地，博物馆有了更多的地方可供使用。新空出来的场所被用作展示无脊椎动物和生物学类藏品。
1913年，军队演习厅，即今座落于美术馆与布里斯托大学之间的地方被这两个机构购买下来，其中五分之三属于美术馆，其余属于布里斯托大学。不幸的是，1914年一战爆发，馆内原来的地质学展厅在1916年被清理出来作为士兵房间供伤员使用。埃及文物展厅被用作读写室。由于军队的演习厅已被用作库房废弃多年，它被推倒后用于扩建美术馆后方的延伸建筑。喬治·阿爾弗烈德·威爾斯（George Alfred Wills，1854-1928）赞助了这项工程，并于1930年落成。
1872年至1877年间修建的博物馆在1940年11月24日到25日烧毁于战火。约17,000件自然史标本失踪。1930年间扩建的建筑也被炮弹袭中，但幸运的是并未引起大火。1941年2月，美术馆重新开放了部分展厅，并将博物馆幸存下来的文物搬迁至此。尽管共在一栋大楼里，博物馆和美术馆却在1945年4月起分为两个机构。即楼下的部分属于博物馆，楼上属于美术馆。考古学和人类学相关的文物再次从美术馆转移到了博物馆。
1947年2月，战火下幸存下来的部分博物馆建筑被布里斯托大学所购买，并将其重建为大学食堂，之后变为布朗餐厅。这次转卖意味着博物馆和美术馆将很快将计划着修建新的楼房，但从1951年始直至之后的二十多年内，这栋建筑都未得到更多的关注。与此同时，很多人提议在城堡公园内修建新的博物馆。城堡公园位于布里斯托的中心，俯瞰着埃文河。但巨大的花费和财政紧缺导致这个提议在1971年被放弃。一笔钱被用于更新目前所在的这栋建筑。

## 活动
布里斯托城市博物馆与美术馆常年举办各种展览。详细的展览、活动请浏览博物馆的网址。开放时间在周一至周五為10:00-17:00；周末及银行假日周一則為10:00-18:00。

## 收藏
今天，在博物馆和美术馆的顶层展示着中国玻璃及席勒兄弟捐赠的东亚艺术藏品，其中有各代中国陶瓷器，包括唐宋的白瓷、影青瓷、青白瓷。同时，还展出了布里斯托著名的蓝色玻璃。
埃及展展厅能看到木乃伊和“亚述人的救济”——3000多年前的墙饰。同时也能看到很多古埃及相关的文物，相当大一部分来自于探索埃及协会和英国埃及考古学校。该展厅2007年重建开放。
自然史展厅展示了英格兰西南部的水生环境、当地的野生生物及淡水鱼种类。博物馆还收藏有史前和发掘自罗马时期的文物，及其他当地的考古发掘如来自牛顿圣里奥的俄耳甫斯马赛克。
2012年，大英帝国与英联邦博物馆将其50,000件藏品全部捐赠给了布里斯托博物馆与美术馆。

## 布里斯托美术馆之友
这个协会由美术馆于1947年支持成立，已为美术馆获得300多件艺术品。

## 未来发展
2007年11月，布里斯托城市博物馆与美术馆与阿尔诺非尼艺术中心合作获得了艺术基金100万英镑的赞助。这些资金将被用作为讲述布里斯托港口城市历史及购买来自中国、非洲、中东等国家的艺术品。

## 其他博物馆
布里斯托城市博物馆与美术馆同时还管理布莱斯城堡博物馆、红屋、乔治屋、Kings Weston罗马别墅，以及展示布里斯托城市史的M Shed博物馆。